# Joseph Campbell
Joseph Campbell (White Plains, Nova York, 1904 – Honolulu, Hawaii, 1987) va ser professor estatunidenc de literatura al Sarah Lawrence College, va treballar en mitologia comparada i religió comparada. Poliglot i home de gran cultura, va donar classes a la Universitat de Colúmbia, a París i a Alemanya, entre d'altres. L'obra més coneguda de Campbell és el llibre The Hero with a Thousand Faces (1949), en el qual parla de la teoria dual del viatge de l'heroi arquetípic compartit per les mitologies mundials, l'anomenat monomite. D'una banda el motiu universal d'aventura i transformació i de l'altre el Cicle Cosmogònic, les històries de creació i dissolució mundial.

## Biografia

### Formació i viatges
Joseph Campbell fou el fill gran de l'importador i majorista Charles William Campbell, de Waltham, Massachusetts, i Josephine Lynch, de Nova York. Campbell va créixer en una família catòlica, irlandesa de classe mitja alta. Va relatar que l'avi patern, Charles, era un camperol que va arribar a Boston des del Comtat de Mayo, Irlanda; que es va convertir en el jardiner i cuidador de la finca Lyman a Waltham. On el seu fill Charles William Campbell va créixer i es va convertir en un venedor reeixit en un departament abans d'establir-se en el negoci de tresoreria. Durant la infància, es va traslladar amb la família a New Rochelle, Nova York. El 1919, un incendi va destruir la casa familiar de New Rochelle, matant l'àvia materna i ferint el pare, que va intentar salvar-la.
El 1921, Campbell es va graduar a la Canterbury School, centre preparatori per a la universitat de New Milford, Connecticut. Mentre era a la Universitat de Dartmouth va estudiar biologia i matemàtiques, però va decidir que preferia les humanitats. Va canviar a la Columbia University, on va obtenir el seu grau de Bachelor of Arts en literatura anglesa el 1925 i un Master of Arts en literatura medieval el 1927. A Dartmouth es va incorporar a la fraternitat d'estudiants Delta Tau Delta. Tocà el saxòfon en una banda de Jazz. Atleta consumat, va rebre diversos premis en curses en pista i camp obert, essent durant un temps, un dels corredors de mitja milla més ràpids del món.
A partir de 1923 va començar a viatjar per diversos països com Mèxic o Guatemala. El 1924, Campbell va viatjar amb la família per Europa. En el viatge de tornada es va trobar amb qui era considerat elegit com a cap espiritual per la Societat Teosòfica, Jiddu Krishnamurti; van dissertar sobre filosofia índia, provocant en Campbell un interès en el pensament hindú i indi. El 1927 va rebre una beca de la Universitat de Colúmbia per estudiar a Europa, va començar a estudiar literatura centrada en llegendes artúriques. Campbell va estudiar francès antic i provençal a la Universitat de París i a la Universitat de Múnic va estudiar sànscrit i Filologia Indoeuropea. Va aprendre a llegir i parlar francès i alemany.
Quan tornà a la Universitat de Colúmbia el 1929, Campbell va expressar el seu desig de seguir l'estudi del sànscrit i l'art modern, a més de la literatura medieval. A falta d'aprovació de la facultat, Campbell es va retirar dels estudis de postgrau. Més tard, afirmaria que era un signe d'incompetència tenir un doctorat en arts liberals, la seva especialitat.

### La Gran Depressió
Durant la Gran Depressió, Campbell va passar cinc anys (1929-1934) vivint en una barraca llogada sense aigua corrent a Woodstock, Nova York. Temps que dedicà a un estudi independent, intensiu i rigorós. Més tard va dir que "dividia el dia en quatre períodes de tres hores, dels quals estava llegint en tres dels períodes de tres hores, i temps lliure en un d'ells ... M'agradava tenir nou hores de lectura pura al dia. I així va continuar durant cinc anys".
Campbell passà un any a Califòrnia (1931-1932), continuant els estudis independents i fent-se amic íntim de l'escriptor John Steinbeck i la seva esposa Carol. Campbell va ser presentat a la família Steinbeck per l'autor i nutricionista Adelle Davis a qui va conèixer i amb qui va desenvolupar una estreta relació en un creuer al Carib amb el seu pare el desembre de 1929. A la península de Monterey, Califòrnia, Campbell i John Steinbeck, van caure sota l'encanteri del biòleg marí Ed Ricketts (el model de "Doc" a la novel·la d'Steinbeck Cannery Row, així com altres personatges centrals en diverses novel·les). Campbell va viure durant un temps al costat de Ricketts, va participar en activitats professionals i socials a casa del seu veí, i el va acompanyar, juntament amb Xenia i Sasha Kashevaroff, en un viatge el 1932 a Juneau, Alaska en els Grampus. Campbell va començar a escriure una novel·la centrada en Ricketts com un heroi, però, a diferència de Steinbeck, no la va finalitzar.

Bruce Robison escriu que
Campbell es referiria a aquells dies com un moment en què tot en la seva vida estava prenent forma. ... Campbell, el gran cronista del "monomite" de la mitologia, va reconèixer patrons que feien paral·lels el seu propi pensament en un dels assajos filosòfics inèdits de Ricketts. Es poden trobar ecos de Carl Jung, Robinson Jeffers i James Joyce a l'obra de Steinbeck, Ricketts i també en la de Campbell.
Campbell va continuar l'aprenentatge independent mentre ensenyava l'any 1933, a la Canterbury School. Temps en que també va intentar publicar obres de ficció i va vendre el seu primer conte Strictly Platonic a la revista Liberty.

### Sarah Lawrence College
El 1934, Campbell va acceptar un càrrec com a professor de literatura al Sarah Lawrence College. El 1938, es va casar amb una alumna de les primeres promocions que ensenyà, la ballarina i coreògrafa Jean Erdman. Durant la major part dels 49 anys de matrimoni van compartir un apartament de dues habitacions a Greenwich Village a Nova York. A la dècada de 1980 van comprar un apartament a Honolulu i van dividir el seu temps entre les dues ciutats. No tenien fills.
A principis de la Segona Guerra Mundial, Campbell va assistir a una conferència de l'indòleg Heinrich Zimmer; amb qui va establir una bona amistat. A la mort de Zimmer, Campbell va rebre la tasca d'editar i publicar pòstumament els papers de Zimmer, tasca que realitzaria durant la dècada següent.
Entre 1955 i 1956, el darrer volum del difunt Zimmer (The Art of Indian Asia, Its Mythology and Transformations) estava a punt de ser publicat, Campbell es va prendre un any sabàtic del Sarah Lawrence College i va viatjar, per primera vegada, a Àsia. Va passar sis mesos al sud d'Àsia (principalment l'Índia) i altres sis a l'Àsia Oriental (principalment al Japó). Aquest any va tenir una profunda influència en el seu pensament sobre la religió i el mite asiàtics, i també en la necessitat d'ensenyar la mitologia comparada a un públic més gran i no acadèmic.
El 1972, Campbell es va retirar del Sarah Lawrence College, després d'haver-hi ensenyat durant 38 anys.

## Idees
Va comparar els mites de diferents cultures i va arribar a la conclusió que són la transposició en relat d'una mateixa recerca espiritual. En aquestes històries, apareix un heroi que funciona com a arquetip i que segueix un camí marcat per l'aventura i l'apoteosi final (monomite). Aquest camí es mostra també als somnis i a la ficció, perquè és un universal que pertany a l'inconscient col·lectiu (segons la teoria de Jung). Per tant, el relat particular és només una "màscara" cultural i per estudiar-lo s'ha de veure quins elements essencials el formen. Aquests elements estan en descrèdit en el món contemporani i per això afloren sota la forma de trastorns mentals o obres de fantasia.
Els mites de diferents cultures comparteixen mitemes o elements comuns, de manera que són variants d'històries semblants. Aquestes passen per diverses fases: al Paleolític sorgeixen els mites sobre animals fabulosos, tòtems i esperits lligats a la natura, que perviuen en el simbolisme dels animals enlats posteriors; al Neolític el focus està en la fertilitat, la Mare Natura, els cicles naturals i altres fenòmens similars; amb l'Edat de Bronze sorgeixen els primers panteons, amb déus especialitzats en diferents funcions i mites derivats i finalment sorgeixen els mites que augmenten en abstracció, on l'ésser humà hi té un paper rellevant.

## Obres destacades
- A Skeleton Key to Finnegans Wake (1944)
- The Hero with a Thousand Faces (1949)
- The Masks of God (1959-1968)
- The Mythic Dimension: Selected Essays (1959-1987)
- The Power of Myth (1988), obra editada per Betty Sue Flowers basada en entrevistes de Bill Moyers a Campbell.
- The Hero's Journey: Joseph Campbell on His Life and Work (1990), obra editada per Phil Cousineau basada en entrevistes amb Campbell.